# Ponte de pie
Ponte de pie o in inglese "Stand" è una telenovela giovanile venezuelana di tipo commedia musicale, trasmessa dal canale Venevisión nel 2013. I protagonisti sono Victor Drija e Rosmery Marval, invece gli antagonisti sono Susej Vera e Guillermo Garcia. Nella serie è presente anche George Akram ballerino di Broadway e fratello di Victor Drija. Ideatore è Vladimir Perez e il protagonista maschile ovvero Victor Drija.

## Trama
Karem una ragazza nata per ballare trova in un bosco delle scarpette rosse, grazie a queste riesce a realizzare il sogno di diventare una ballerina, ma presto per questo passerà anche dei guai, ma grazie a Victor capirà che lei è una ballerina fantastica e che non ha bisogno  delle scarpe rosse.